# Султанов, Шамиль Загитович
Шамиль Загитович Султанов (16 мая 1952 — 18 февраля 2022) — российский политический деятель, историк, философ. Депутат Государственной Думы четвёртого созыва (2003—2007). Кандидат исторических наук.

## Биография
Окончил в 1976 г. факультет международной журналистики МГИМО. Кандидат исторических наук (диссертация по проблемам принятия внешнеполитических решений). 
Избран в декабре 2003 г. депутатом Государственной Думы от блока «Родина». Член фракции «Родина», член думского комитета по международным делам.
Частый автор газеты «Завтра». Постоянный член Изборского клуба.
Владел арабским, английским, французским языками.

## Семья
Брат, Камиль — журналист, бывший главный редактор газета «Аль-Кодс». 

## Сочинения
- Плотин : Единое: творящая сила Созерцания. — М. : Молодая гвардия, 1996. — 422, [4] с., [16] л. ил. — (Жизнь замечательных людей) — ISBN 5-235-02209-6
- Султанов Ш., Султанов К. Омар Хайям. — М. : Молодая гвардия, 2007. — 313, [3] с., [8] л. ил., к., портр., факс. : ил. — (Жизнь замечательных людей) — ISBN 978-5-235-02987-3

## Цитаты
- Мы загнаны в такой "коридор возможностей", выход из которого ведет на историческую бойню. И отворачиваться от этого печального факта, как делают сегодня в Кремле, — значит только приближать момент катастрофы. (2013)[5]